# Jarvis Brown
Jarvis Brown é um ex-jogador profissional de beisebol norte-americano.

## Carreira
Jarvis Brown foi campeão da World Series 1991 jogando pelo Minnesota Twins. Na série de partidas decisiva, sua equipe venceu o Atlanta Braves por 4 jogos a 3.